# Елізабет Дебікі
Елі́забет Дебі́кі (англ. Elizabeth Debicki; нар. 24 серпня 1990, Париж, Франція) — австралійська акторка. Високий зріст (186 см) визначає її, в основному, як характерну актрису та акторку озвучання. Найбільш відома ролями дружин босів організованої злочинності — в мінісеріалі «Нічний адміністратор» (2016) та фільмі «Тенет» (2020), а також іншими роботами у фільмах: «Великий Гетсбі» (2013), «Еверест» (2015), «Вартові галактики 2» (2017), «Вдови» (2018). Серед значних театральних ролей — коханка у «Покоївках» (фр. Les Bonnes) Жана Жене.

## Біографія
Елізабет Дебікі народилася у Парижі, в родині артистів балету батька-поляка та мати-австралійки. Коли дівчинці було п'ять, родина переїхала в Мельбурн, Австралія. З дитинства Елізабет захоплювалась балетом, але пізніше її пристрастю став театр. Вона вивчала драматичне мистецтво в коледжі при Університеті Мельбурна. Елізабет отримала стипендію Пратта на другому курсі навчання.

## Кар'єра
Дебютом у кіно стала роль Дебікі в комедії «Весільний розгром». Ця робота привернула увагу і її запросили на кастинг фільму «Великий Гетсбі», в якому вона і виконала роль Джордан. Ця роль принесла акторці перемогу в номінації «Найкраща жіноча роль другого плану» Австралійської академії кінематографа та телебачення. У 2015 вийшло три фільми з Елізабет — «Макбет», «Агенти U.N.C.L.E.», «Еверест». У 2016 брала участь у телесеріалах «Нічний адміністратор» та «Випадок в Кеттерінгу». У тому ж році було оголошено, що акторка з'явиться у фільмах «Вартові галактики 2» та «Частка Бога» (вийшов під назвою «Парадокс Кловерфілда»).
У 2018 році за участю Елізабет Дебікі вийшли: драматичний фільм «Розповідь», кримінальний трилер «Вдови», біографічна мелодрама «Віта та Вірджинія» та анімаційно-ігрова комедія «Кролик Петрик» (озвучення). У 2019 році знялася у фільмі «Спалена помаранчева єресь», разом з Клесом Бангом та Міком Джаггером.
Дебікі зіграла принцесу Діану у двох останніх сезонах драматичного серіалу «Корона» для Netflix.
У 2023 вийшла третя частина «Вартових галактики», де Елізабет відтворила свою роль.

## Фільмографія

### Фільми
| Рік  |    | Українська назва                | Оригінальна назва                           | Роль                          |
| ---- | -- | ------------------------------- | ------------------------------------------- | ----------------------------- |
| 2011 | ф  | Весільний розгром               | A Few Best Men                              | Морін                         |
| 2013 | ф  | Великий Гетсбі                  | The Great Gatsby                            | Джордан Бейкер                |
| 2013 | кф | Теореми Геделя про неповноту    | Gödel Incomplete                            | Серіта                        |
| 2015 | ф  | Макбет                          | Macbeth                                     | леді Макдуф                   |
| 2015 | ф  | Агенти U.N.C.L.E.               | The Man from U.N.C.L.E.                     | Вікторія Вінчіґерра           |
| 2015 | ф  | Еверест                         | Everest                                     | доктор Керолайн Маккензі      |
| 2017 | ф  | Вартові галактики 2             | Guardians of the Galaxy Vol. 2              | Аїша                          |
| 2017 | ф  | Валеріан та місто тисячі планет | Valerian and the City of a Thousand Planets | імператор Хабан-Лімаї (голос) |
| 2017 | ф  | Дихання                         | Breath                                      | Ева                           |
| 2017 | ф  | 7 історій Етерії                | 7 from Etheria                              | Серіта                        |
| 2018 | ф  | Парадокс Кловерфілда            | The Cloverfield Paradox                     | Дженсен                       |
| 2018 | ф  | Кролик Петрик                   | Peter Rabbit                                | Мопсі (голос)                 |
| 2018 | кф |                                 | Flopsy Turvy                                | Мопсі (голос)                 |
| 2018 | ф  | Вдови                           | Widows                                      | Еліс Гуннер                   |
| 2018 | ф  | Віта та Вірджинія               | Vita & Virginia                             | Вірджинія Вульф               |
| 2019 | ф  | Підгоріла помаранчева гересь    | The Burnt Orange Heresy                     | Береніс Голліс                |
| 2020 | ф  | Тенет                           | Tenet                                       | Кетрін Бартон                 |
| 2021 | ф  | Кролик Петрик 2                 | Peter Rabbit 2: The Runaway                 | Мопсі (голос)                 |
| 2023 | ф  | Вартові галактики 3             | Guardians of the Galaxy Vol. 3              | Аїша                          |
| 2024 | ф  | МаХХХін                         | MaXXXine                                    | Елізабет Бендер               |
| 2026 | ф  | Пригоди Кліффа Бута             | The Adventures of Cliff Booth               |                               |

### Телебачення
| Рік       |    | Українська назва              | Оригінальна назва      | Роль                          |
| --------- | -- | ----------------------------- | ---------------------- | ----------------------------- |
| 2014      | с  | Рейк                          | Rake                   | Міссі (епізод #3.3)           |
| 2016      | с  | Нещасний випадок у Кеттерінгу | The Kettering Incident | лікар Анна Мейсі (8 епізодів) |
| 2016      | с  | Нічний адміністратор          | The Night Manager      | Джед Маршалл (6 серій)        |
| 2018      | тф | Розповідь                     | The Tale               | місіс Джі                     |
| 2022—2023 | с  | Корона                        | The Crown              | принцеса Діана (20 епізодів)  |